# Завьялов, Владимир Игоревич
Владимир Игоревич Завьялов (род. 22 октября 1952, Москва) — российский археолог, доктор исторических наук, ведущий научный сотрудник Лаборатории естественнонаучных методов Института археологии РАН (Москва).
Учителя: Б. А. Колчин, В. Л. Янин, В. В. Седов.

## Биография
В 1979 году окончил исторический факультет МГУ по кафедре археологии.
В 1974—1975 работал лаборантом в Государственном историческом музее (Москва).
С 1975 года работает в Институте археологии АН СССР (РАН) (лаб., ст. лаб., м.н.с., н.с., с.н.с., в.н.с.).
С 1990 — кандидат исторических наук; тема диссертации: «История средневекового железообрабатывающего производства в Камско-Вятском бассейне» (научные руководители Б. А. Колчин, В. В. Седов).
С 2006 — доктор исторических наук; тема диссертации: «История кузнечного ремесла пермских народов (эпоха средневековья)».
Научные интересы: история ремесла, древнерусская археология, археология позднего средневековья. Автор 180 научных публикаций. Входит в состав редколлегии «Кратких сообщений Института археологии».
Возглавляет Переяславль-Рязанскую археологическую экспедицию. Под его руководством в 2021 году на территории Введенского раскопа Рязанского Кремля была обнаружена первая берестяная грамота, свидетельства о существовании которой находились уже несколько десятилетий. Таким образом, Переяславль Рязанский стал 13 городом, где были обнаружены берестяные грамоты.

## Список научных публикаций

### Монографии
- Терехова Н. Н., Розанова Л. С., Завьялов В. И., Толмачёва М. М. Очерки по истории древней железообработки в Восточной Европе. — М.: Металлургия, 1997. — 320 с. — 1000 экз. — ISBN 5-229-01231-5. (обл.)
- Завьялов В. И. История кузнечного ремесла пермян: археометаллографическое исследование / Институт археологии Российской акад. наук, Удмуртский институт истории, языка и лит. Уральского отд-ния Российской акад. наук. — Ижевск: Удмуртский ин-т истории, языка и лит. УрО РАН, 2005. — 244 с.
- Завьялов В. И., Розанова Л. С., Терехова Н. Н. Русское кузнечное ремесло в золотоордынский период и эпоху Московского государства. — М.: Знак, 2007. — 170, [110] с. — ISBN 978-5-457-06804-9. (в пер.)
- Завьялов В. И., Розанова Л. С., Терехова Н. Н. История кузнечного ремесла финно-угорских народов Поволжья и Предуралья: К проблеме этнокультурных взаимодействий. — М.: Знак, 2009. — 264 с. — 500 экз. — ISBN 978-5-9551-0287-0. (в пер.)
- Завьялов В. И., Розанова Л. С., Терехова Н. Н. Традиции и инновации в производственной культуре Северной Руси / Ин-т археологии РАН. — М.: Анкил, 2012. — 370 с. — ISBN 978-5-86476-345-2. (в пер.)
- Завьялов В. И., Терехова Н. Н. Кузнечное ремесло Великого княжества Рязанского / Отв. ред. чл.-корр. РАН, д.и.н. Е. Н. Черных; Рецензенты: д.и.н., проф. А. В. Чернецов, к.и.н. С. В. Кузьминых; Институт археологии РАН. — М.: ИА РАН, 2013. — 272 с. — 300 экз. — ISBN 978-5-94375-152-3. (в пер.)

### Статьи
- Кузнечное ремесло северных удмуртов в конце I – начале II тысячелетия н.э. // Новые исследования по древней истории Удмуртии. Ижевск, 1988;
- К вопросу о производственной технологии производства ножей в древнем Новгороде // Материалы по археологии Новгорода. 1988. М., 1990 (в соавт. с Л.С. Розановой);
- Археометаллография в решении исторических проблем // Аналитические исследования лаборатории. Вып. 1. М., 2009 (в соавт. с Л.С. Розановой и Н.Н. Тереховой);
- Характеристика культурного слоя кремля Переяславля Рязанского // Российская археология. 2010, № 1 (в соавт. с В.М. Буланкиным и В.В. Судаковым);
- Две модели становления железообрабатывающего ремесла в финно-угорском мире // Проблемы изучения и сохранения археологического наследия Центральной России. Рязань, 2010 (в соавт. с Н.Н. Тереховой);
- Technological features of iron articles from Ancient Russia sites of the Sula river (Ukraine) // Acta Metallurgica Slovaca. Metallography 2010. Košice. 2010.